# 洛里達 (佛羅里達州)
洛里達（英語：Lorida）是位於美國佛羅里達州高地縣的一個非建制地區。該地的面積和人口皆未知。

## 地理
洛里達的座標為27°26′36″N 81°15′13″W / 27.44333°N 81.25361°W，而該地的平均海拔高度為13米（即43英尺）。